# Hrabovec nad Laborcom
Hrabovec nad Laborcom é um município da Eslováquia, situado no distrito de Humenné, na região de Prešov. Tem 13,54 km² de área e sua população em 2018 foi estimada em 519 habitantes.

## Demografia
| Ano:        | 1994 | 2004   | 2014   | 2024   |
| ----------- | ---- | ------ | ------ | ------ |
| Broj ljudi: | 578  | 591    | 538    | 493    |
| Razlika:    |      | +2,24% | -8,96% | -8,36% |

| Ano:               | 2023 | 2024  |
| ------------------ | ---- | ----- |
| Número de pessoas: | 500  | 493   |
| Diferença:         |      | -1,4% |